# Catedral Nueva de Salamanca
La catedral de la Asunción de la Virgen, llamada popularmente catedral Nueva, es, junto con la Vieja, una de las dos catedrales de la ciudad de Salamanca, en España. Como tal, es la sede de la diócesis de Salamanca. 
Fue construida entre los siglos XVI y XVIII mezclando los estilos gótico tardío, renacentista y barroco. Es una de las catedrales más altas de España, con 92 metros de altura.  

## Historia
La catedral nueva se construyó entre 1513 y 1733 conservando la vieja. En un principio pensaron derruir ésta, aunque se impuso el criterio de mantenerla abierta al culto mientras se realizaba la construcción de la nueva. Al terminar las obras en el siglo XVIII, reconsideraron la idea de destruirla y por esa razón se conserva actualmente. No obstante, el muro sur de la Catedral Nueva se apoya sobre el muro norte de la vieja, que hubo de ser reforzado hacia el interior del antiguo templo, cuya nave lateral quedó parcialmente reducida con la nueva construcción. La torre de la nueva catedral se construyó sobre la torre de las campanas de la Catedral Vieja.

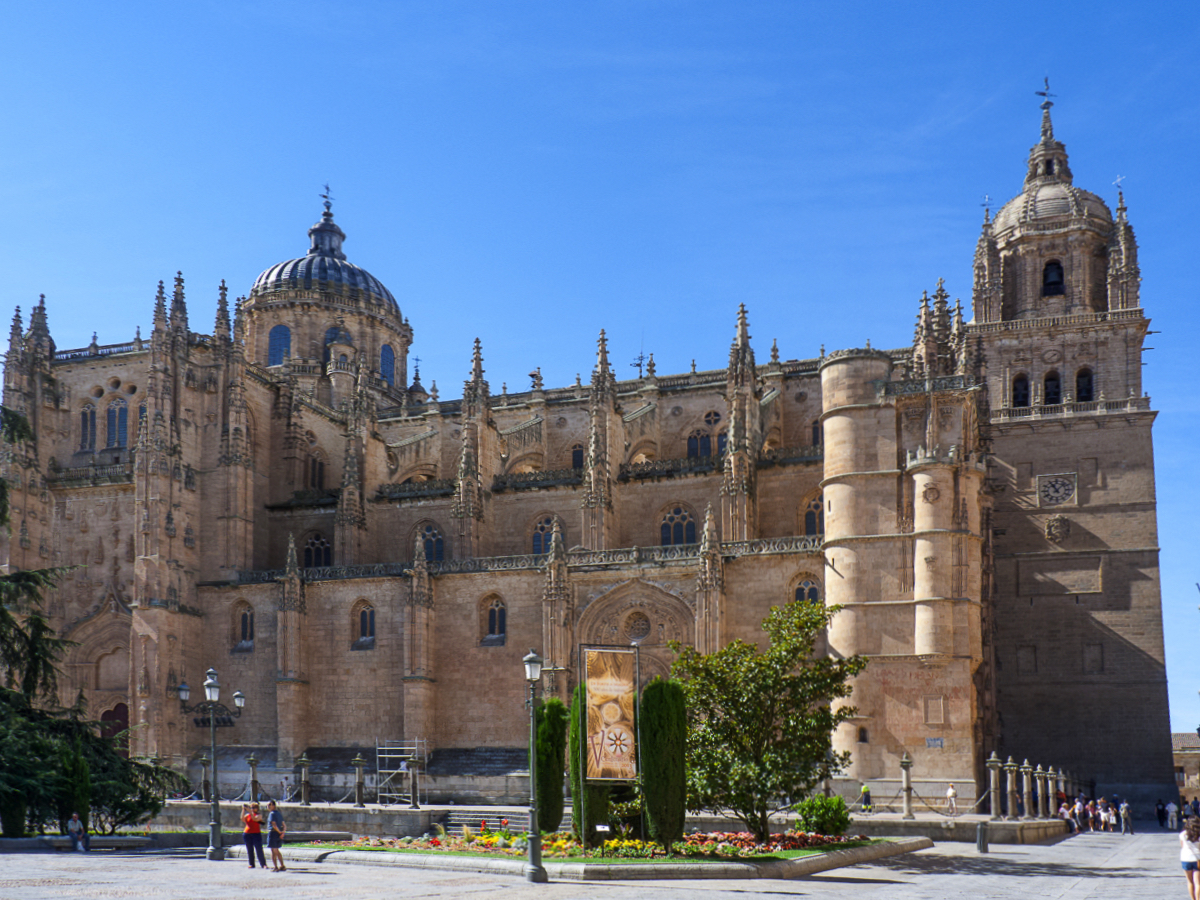
Fachada norte
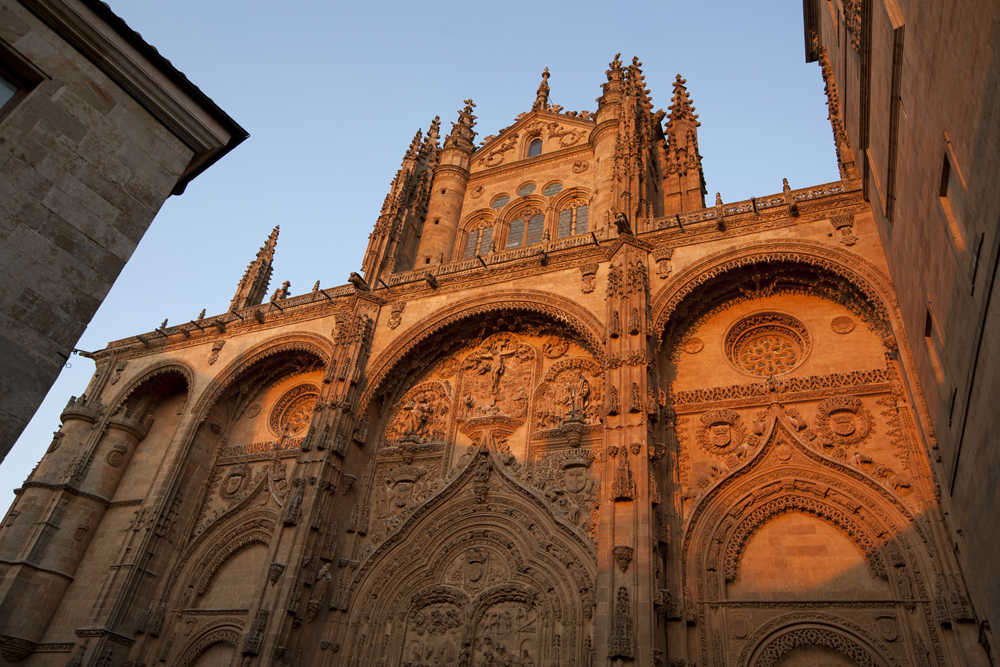
Fachada oeste.
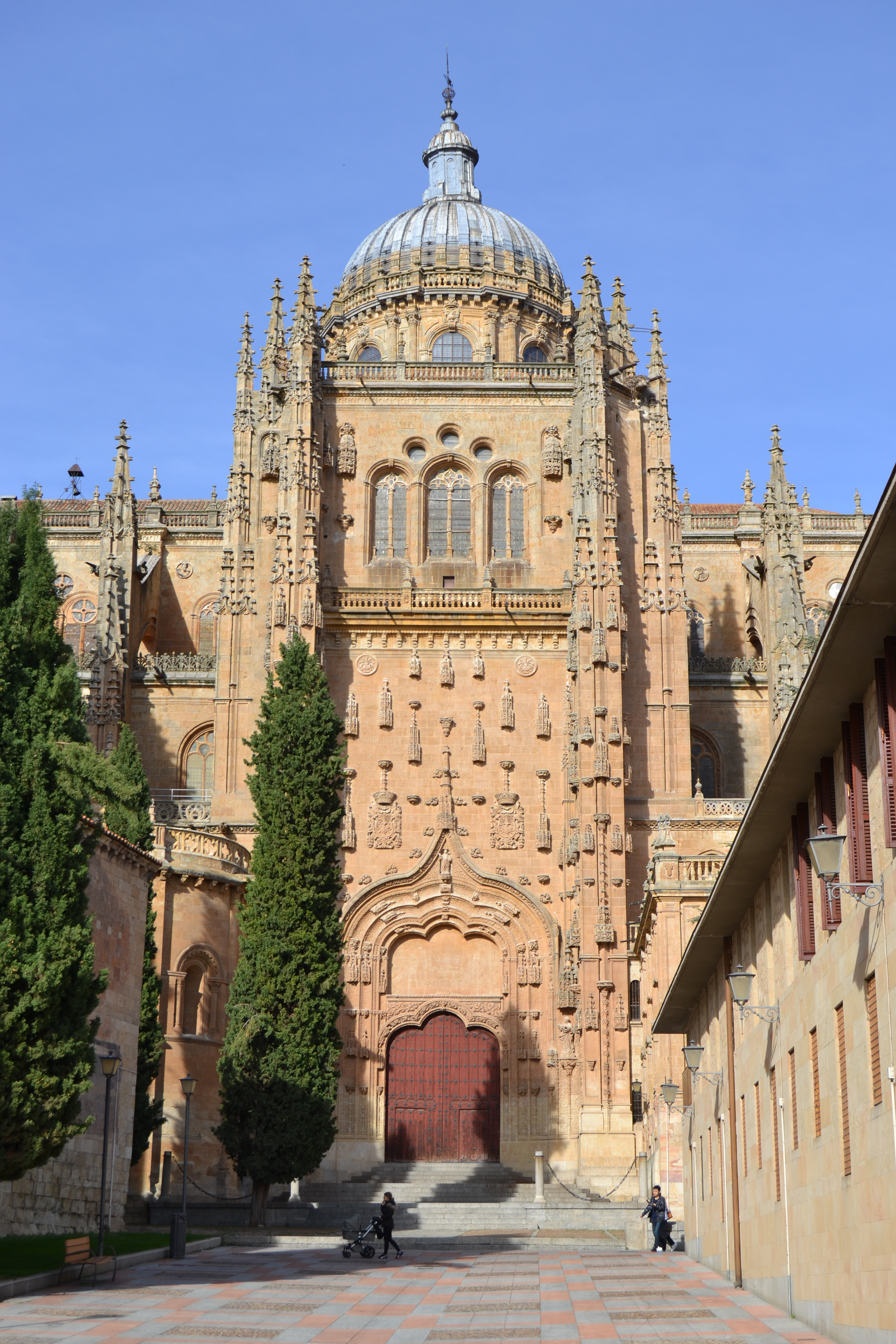
Fachada sur.
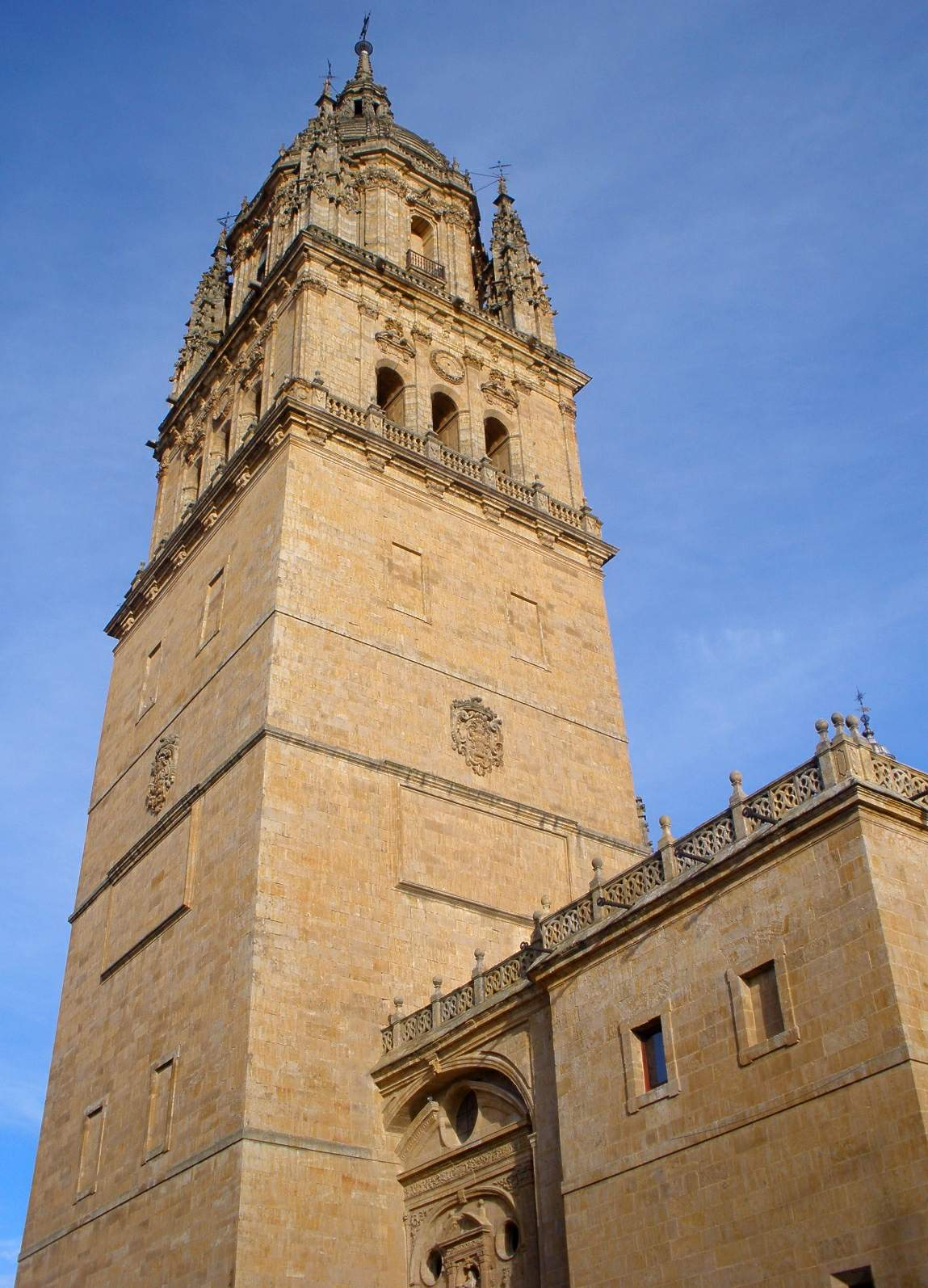
Torre.
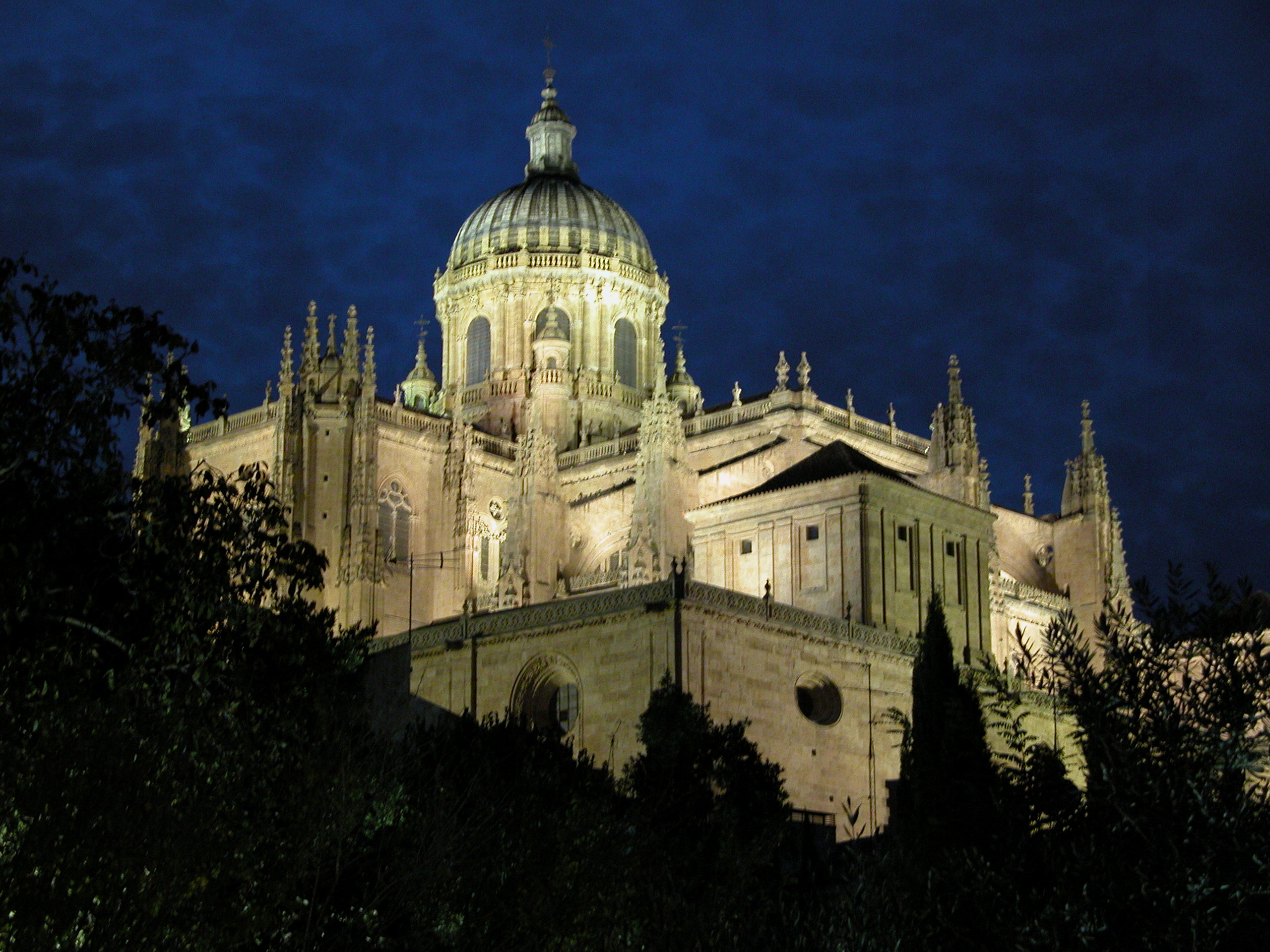
Cimborrio.
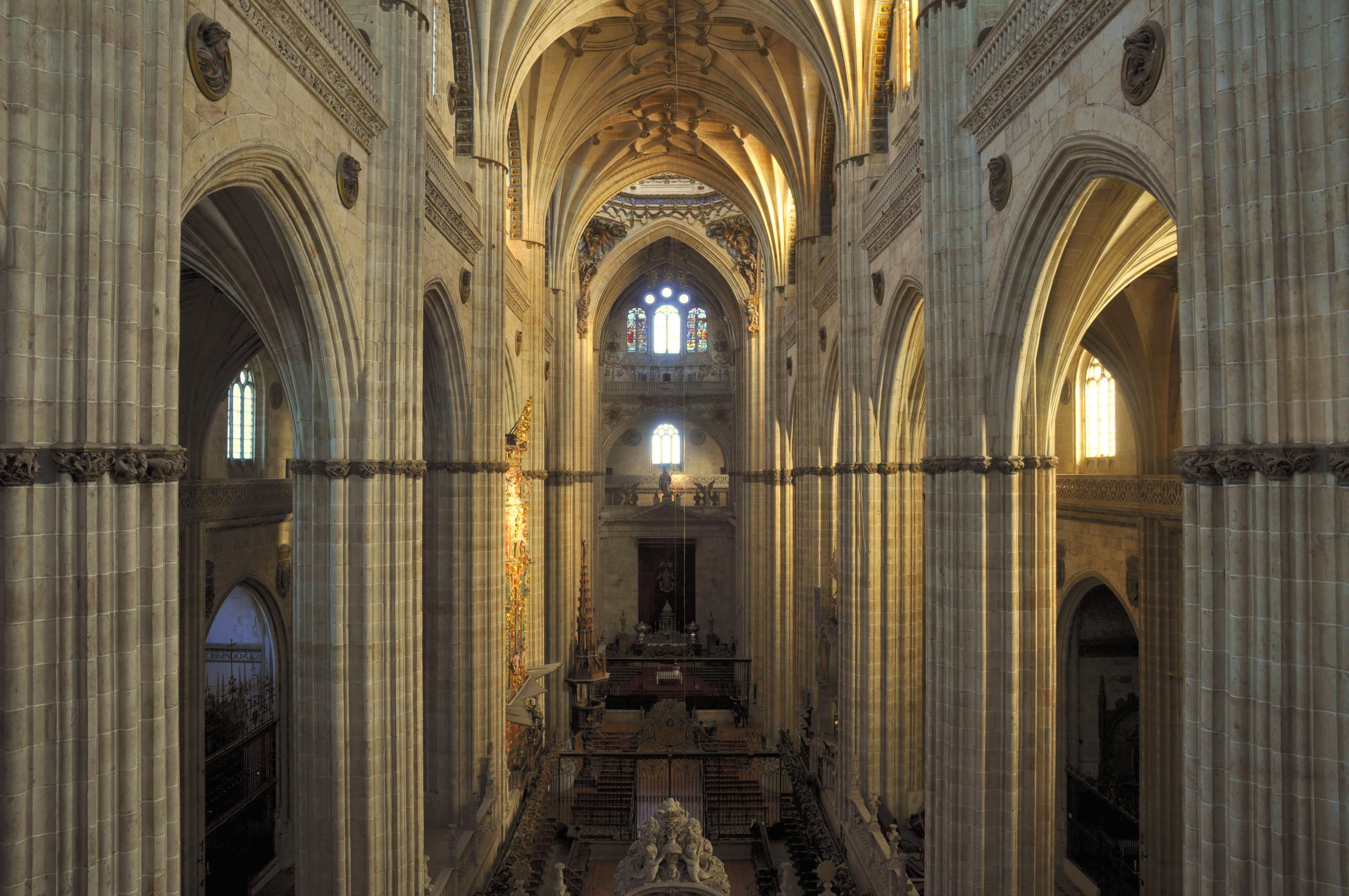
Interior.

La idea de construir una catedral nueva surge en el siglo XV debido al aumento demográfico de la ciudad, especialmente por la fuerte atracción de la Universidad. Por tanto, la Catedral Vieja parecía en aquellos momentos «pequeña, oscura y baja». Contaban con el apoyo de Fernando el Católico, quien en 1509 ordenó a los arquitectos que habían trabajado en Toledo y Sevilla, Antón Egas y Alonso Rodríguez, que fueran a Salamanca para tomar traza del nuevo templo.
La catedral, tras diversas discusiones, se proyectó paralela a la vieja, realizada con piedra franca de Villamayor y en estilo gótico. Tiene planta rectangular, con tres naves y dos más de capillas hornacinas. En principio la cabecera había de terminar en girola y ábsides poligonales, pero finalmente se cambiaría el proyecto al actual, que remata el templo con una cabecera rectangular que hace una planta de salón. La primera piedra se puso en 1512, siendo obispo de Salamanca Francisco de Bobadilla.
Durante casi todo el siglo XVII las obras estuvieron paradas y se retomaron de nuevo en el XVIII, hasta su finalización en 1733. La catedral sufrió los devastadores efectos del terremoto de Lisboa, que se produjo el 1 de noviembre de 1755, quedando todavía signos visibles en las grietas y vidrieras rotas. Después del terremoto hubo que rehacer la cúpula (por Juan de Sagarvinaga) y reforzar el campanario, que era más esbelto, muy semejante al de la catedral de Segovia. El campanario sufrió graves desperfectos durante el terremoto, llegando a inclinarse e incluso amenazar ruina. Tras consultar a varios arquitectos que recomendaron su demolición fue, finalmente, Baltasar Dreveton quien propuso zuncharla con 8 cadenas tensadas y forrarla con piedra en forma de talud llegando hasta el cuerpo de campanas (unos 40 metros desde el suelo). De la dirección de esta obra se encarga Jerónimo García de Quiñones con Manuel de los Ríos. Así puede contemplarse actualmente, forrada de piedras e inclinada hacia uno de sus lados por efecto del terremoto de Lisboa. Actualmente esta catástrofe se recuerda con la tradición del «Mariquelo» el 31 de octubre.

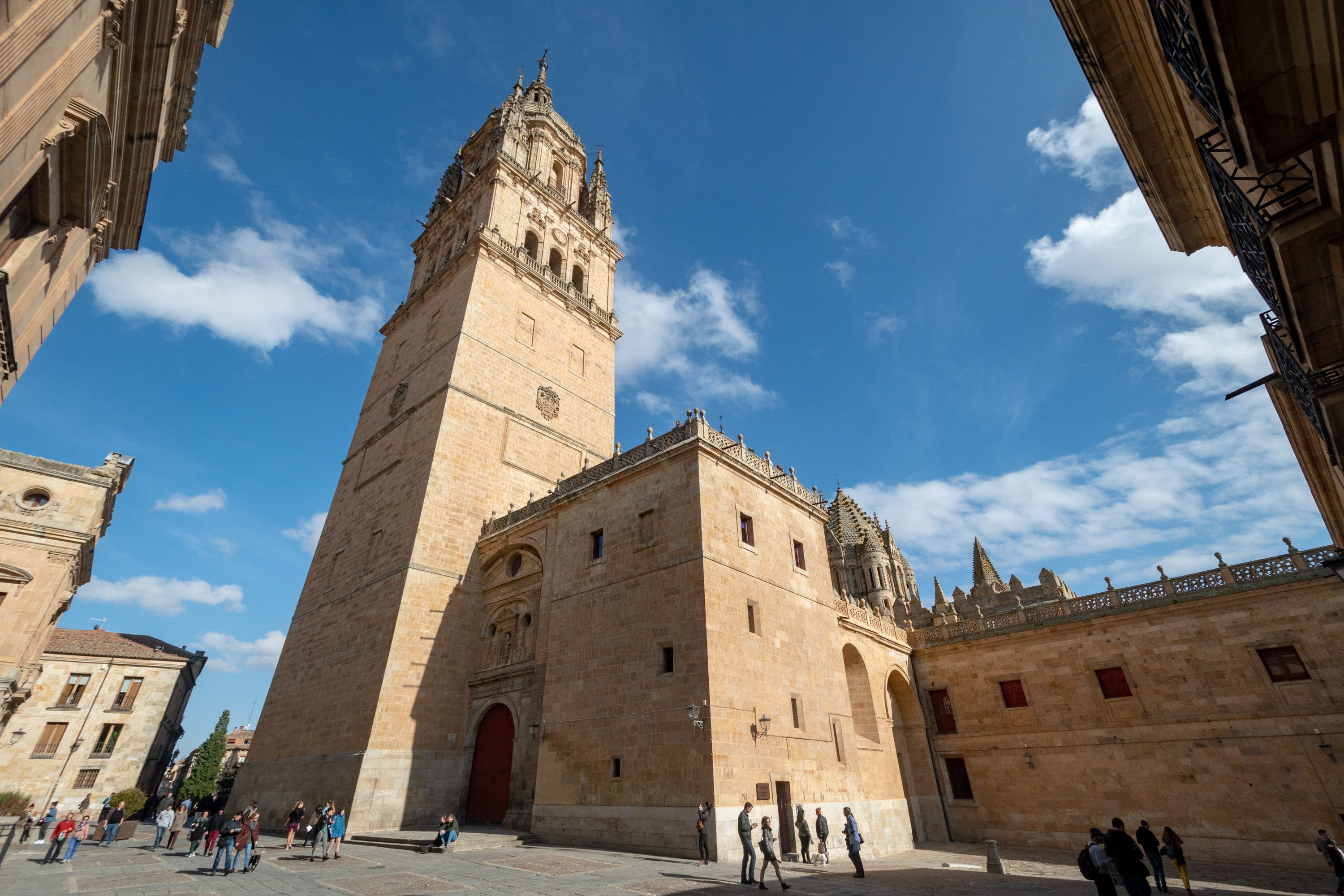
Fachada actual de la catedral vieja, en la parte posterior de la torre de la catedral nueva. Esta torre se construyó sobre el antiguo campanario de la catedral vieja. En ella es visible todavía una grieta originada por el terremoto de Lisboa de 1755

Hacia 1812 el ejército de ocupación francés derribó la manzana de casas situada al norte de la catedral, creando la actual plaza de Anaya y poniendo de relieve la fachada norte, no preparada para la exhibición y poco agraciada. Este hecho ha provocado que las fotos más conocidas de la catedral sean tomadas desde este lado, haciendo olvidar la fachada principal, mucho más interesante pero situada en una calle estrecha y sin suficiente amplitud para obtener buenas fotografías.
En 1887 el templo fue declarado Monumento Nacional y en 1999 Entorno de Protección.

## Características

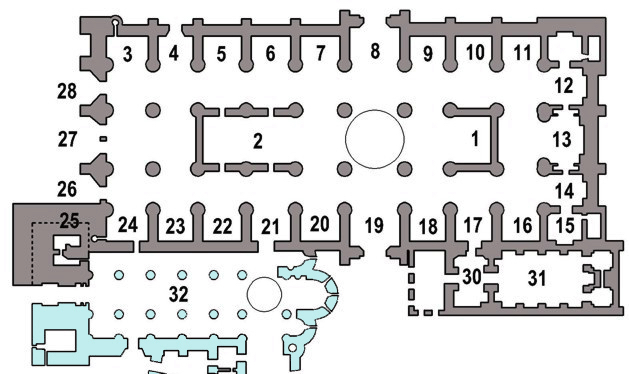
Planta de la catedral nueva de Salamanca (las referencias que faltan se indican en cada apartado del artículo):
17 Puerta de las sacristías
19 Puerta sur
25 Torre, construida sobre el campanario de la catedral vieja.
26 Puerta derecha
27 Portada del nacimiento
28 Puerta izquierda
30 Sacristía
31 Sacristía
32 Catedral vieja

La catedral es, junto a la de Segovia, una de las dos últimas catedrales de estilo gótico que se construyen en España. La nueva catedral se construyó, continuando con el gótico tardío de sus orígenes, entre los siglos XVI y XVIII, aunque a finales del siglo XVI se cambiara la cabecera, pensada con una girola gótica, por una plana y durante el XVIII se añadieran dos elementos que rompían de forma llamativa con el estilo predominante del templo: una cúpula barroca sobre el crucero y los cuerpos superiores de la torre campanario. Esta torre campanario mide 92 metros de altura.  
La planta y alzado del edificio mantienen una uniformidad gótica y la presencia exterior de arbotantes y contrafuertes, así como el alzado interior de las naves lo atestiguan.
El interior de la catedral es muy semejante al de la catedral de Sevilla. Sin embargo, a pesar de que las naves laterales no están a la misma altura que la central, siguiendo el esquema «ad triangulum» típico del gótico, la iglesia da impresión de gran amplitud y luminosidad por la compensación en altura y la consecución del espacio interior. El triforio, típico de las construcciones desde el tardorrománico, se sustituye por dos tribunas corridas en todo el perímetro de la catedral y a dos alturas, lo que permite elevar aún más las naves laterales. Los pilares recogen el peso de las bóvedas donde cada uno de los nervios de las mismas desciende hasta el suelo por el pilar en una delgada columnilla que le ayuda a descargar el peso. Las bóvedas tienen todo tipo de combinaciones de nervios, combados y terceletes, que las hacen muy atractivas por su variedad y complejidad de obra.

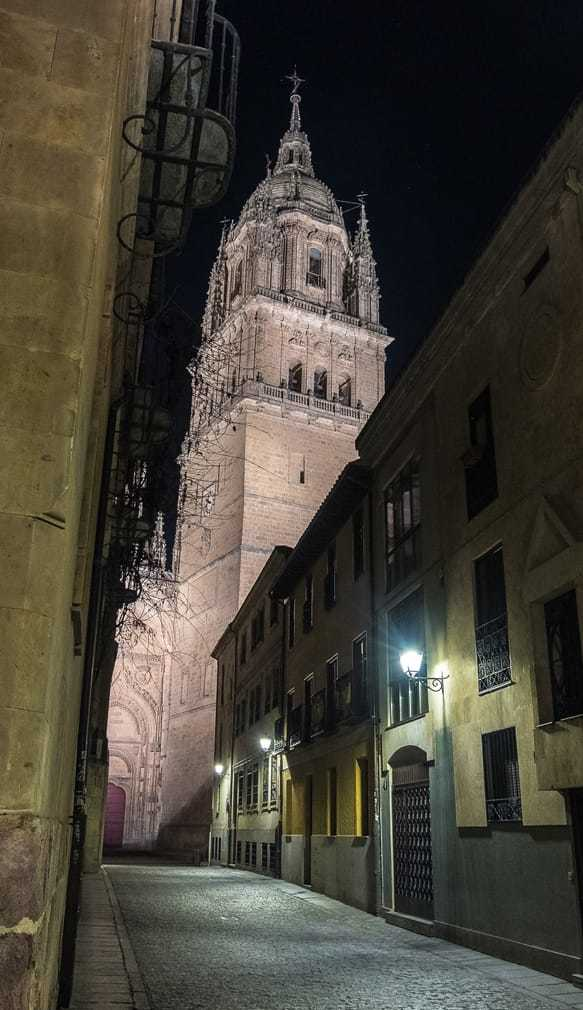
La torre vista de noche

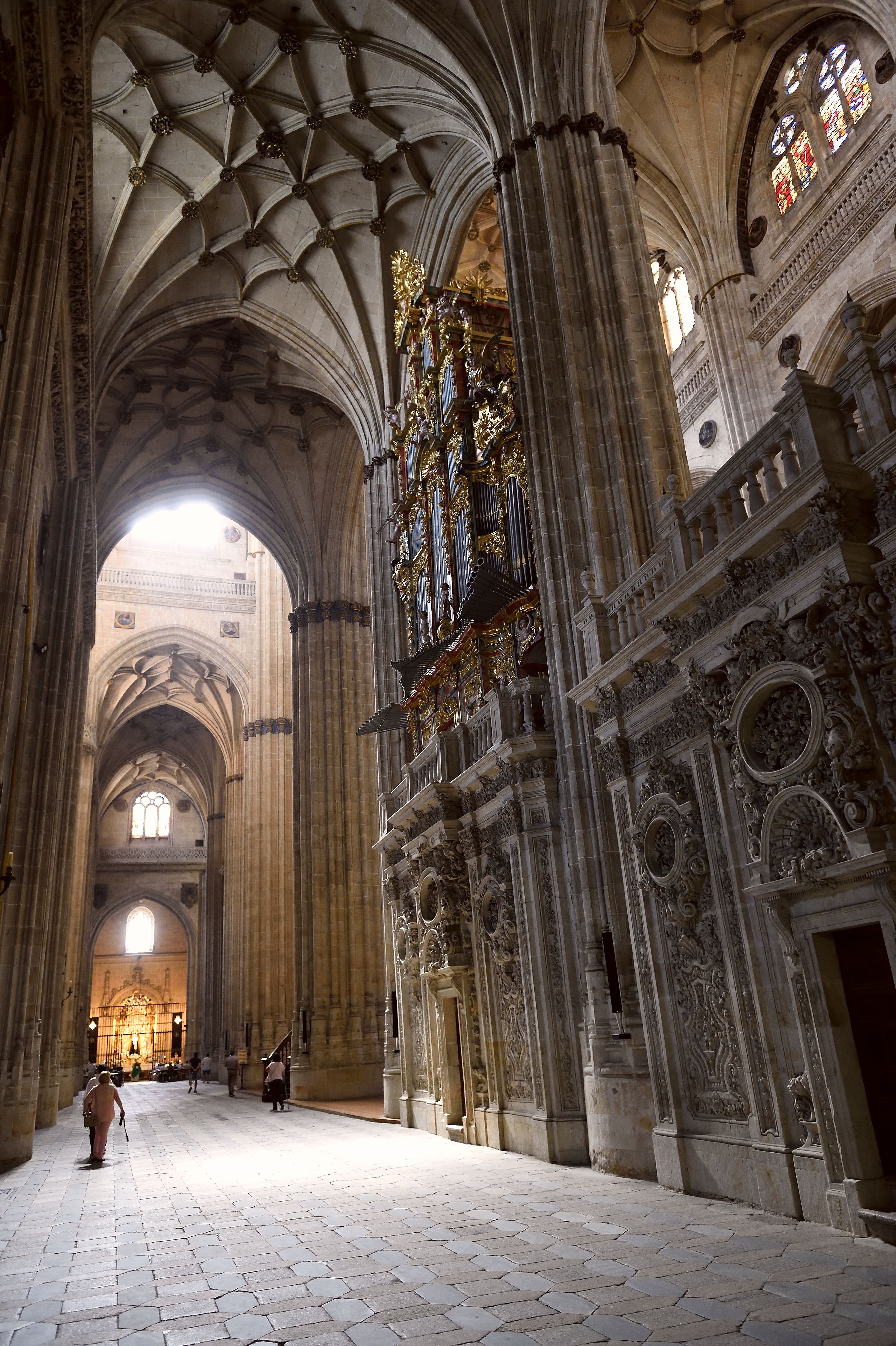
Nave lateral norte

La Catedral Nueva tiene una planta con tres naves y dos más de capillas-hornacina, que se terminaron en 1520 por Juan Gil de Hontañón las de la izquierda y Juan de Álava las de la derecha. En 1538 Rodrigo Gil de Hontañón se convierte en el maestro de obras de la catedral, tras la muerte de su padre Juan Gil de Hontañón. En principio se proyectó una girola para la cabecera y ábsides poligonales, pero el retraso en la obra hizo cambiar el criterio por el de una cabecera plana, decisión tomada en el año 1584 por el entonces maestro mayor Juan Ribero de Rada, siguiendo el modelo de cabecera diseñado por Juan de Herrera en la Catedral de Valladolid. En 1588 se llama al maestro cántabro Juan de Nates para la continuación de las obras.
El cimborrio original fue levantado por Joaquín Churriguera cuando se retomaron las obras, tras estar paradas durante casi todo el siglo XVII, por falta de presupuesto. Se terminó en el año 1725 y parece que era semejante al de la catedral de Burgos, con nervaduras y decoración barroca. El terremoto de Lisboa del año 1755 cuarteó la cúpula central siendo sustituida por otra neoclásica realizada por el arquitecto Juan de Sagarvinaga, que es la que puede contemplarse actualmente.

## Capilla mayor (1)
La Capilla Mayor (1 en la planta) presenta planta rectangular, cubierta por bóveda estrellada con idéntico dibujo que el resto de las de la nave central pero con la peculiaridad de que está angrelada y policromada.
La Capilla carece de retablo, al desmontarse en 1743 el realizado por Alberto Churriguera, concluido solo 11 años antes. Se proyectó sustituirlo por un tabernáculo en mármol proyectado por Ventura Rodríguez que iría situado en el crucero bajo la cúpula. El proyecto no pudo realizarse por su elevado coste. El Museo Catedralicio, diseñado por Román Bravo Riesco, conserva la maqueta del mismo.
Sobre el muro de sillería hay un dosel y caída de terciopelo carmesí sobre el que aparece una imagen de la Virgen de la Asunción de Esteban de Rueda de 1624, policromada por Antonio González. Los ángeles que la acompañan son obra de Francisco Sánchez.
Sobre el entablamento que corona los muros del presbiterio aparecen la imagen de la Religión, ángeles y Padres de la Iglesia procedentes del desaparecido retablo.
Destaca el tabernáculo de mármol y jaspes de Simón Gavilán (1750) y las urnas de plata con los restos de San Juan de Sahagún y Santo Tomás de Villanueva.

## Coro (2)
Fue construido entre 1730 y 1740 por Joaquín Churriguera. La sillería, en dos cuerpos, alto y bajo, es obra de varios artistas. La reja que cierra el coro y la que cierra la Capilla Mayor, son obra de Duperier.

### Órganos

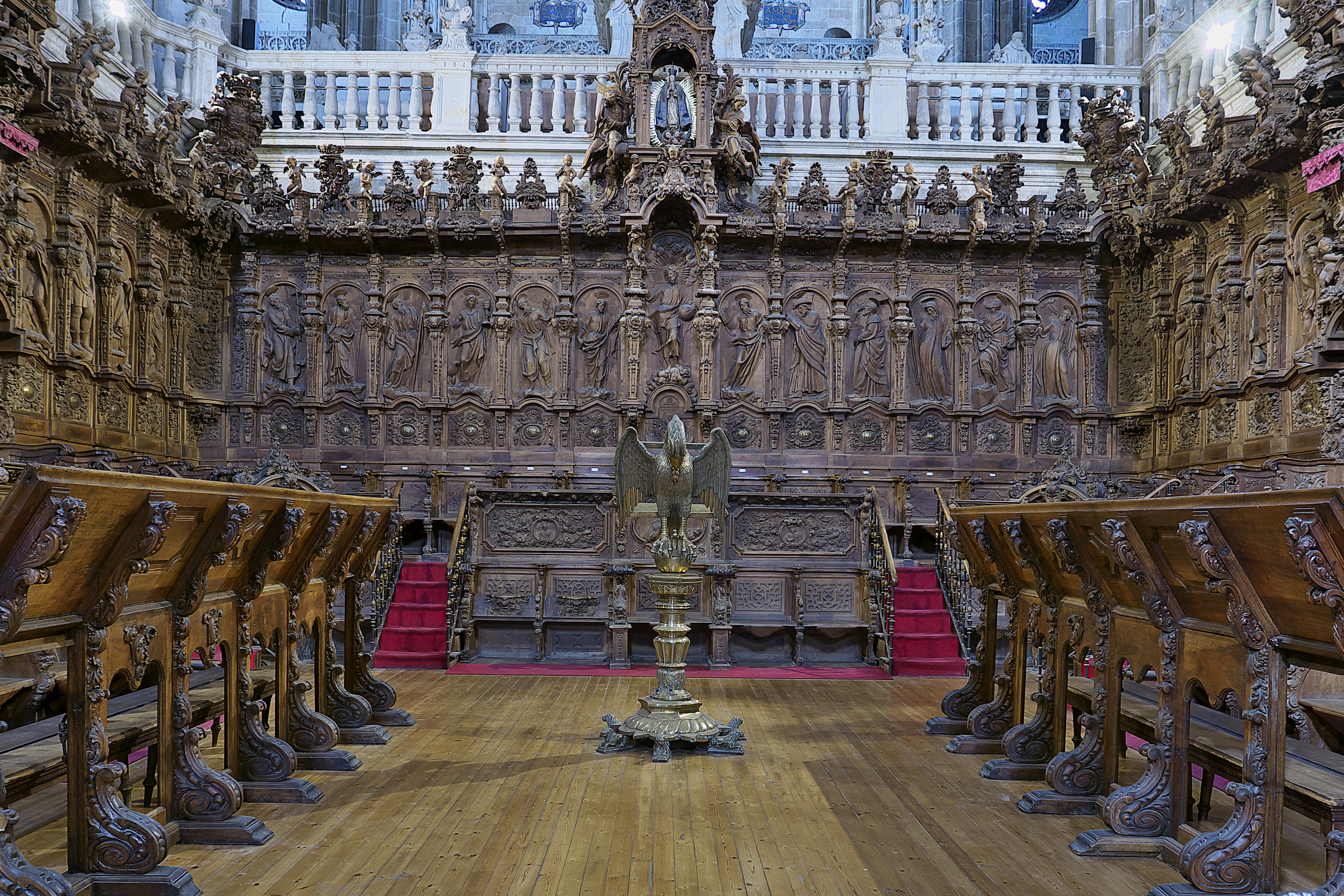
Sillería del coro

La Catedral Nueva de Salamanca cuenta con dos órganos:
- El Órgano de la Epístola, de estilo Renacentista. Construido en el siglo XVI.
- El Órgano del Evangelio, de estilo Barroco. Construido en 1744 por el Maestro Pedro Echaverría. Fue modificado en el siglo XIX, cambiando su fábrica original. Hacia 1950 se quiso afinar el órgano. Fue llamado un especialista belga, el cual se quedó asombrado al saber que llevaba casi un siglo sin afinación, dado su perfecto estado gracias al clima seco de la zona. En 1992, con la ayuda de la monarquía nipona, y por sugerencia del maestro japonés Tsuji el órgano fue restaurado, volviendo a adquirir su carácter primitivo e instalándose un sistema eléctrico para las bombas de aire.

## Capillas y altares laterales
Se proyectaron con un modelo único, correspondiendo el testero a la parte reservada para el altar o retablo, abriéndose en los demás muros arcosolios destinados originalmente a enterramientos. Están cubiertas con distintas bóvedas estrelladas. Las rejas que las cierran son de distintos estilos y calidades, dependiendo del momento de su construcción. También destacan los frontales de azulejos que decoran algunos altares.
Las capillas son las siguientes:

### Capilla de San Clemente (3)
El retablo presenta pinturas de la Virgen del Socorro y San Clemente. Desde esta capilla se accedía a la terraza exterior sobre la portada principal.

### Capilla de Diego de Neyla (4)
No es una capilla cerrada como tal, ya que está situada en el tramo que exteriormente ocupa la Puerta de Ramos. Destaca el sepulcro del canónigo Diego de Neyla, fallecido en 1577, obra renacentista que incorpora una tabla con la Virgen, el Niño y San Juanito, rodeada de ángeles y Dios Padre. Sobre el arcosolio gótico aparece un bello fresco renacentista con la Anunciación. A la derecha, la tumba del arcediano Roque de Vergas.

### Capilla de Santiago y Santa Teresa o de Almansa (5)
El retablo está dedicado a los dos copatronos de España, obra de Antonio González Ramiro en 1628 con esculturas de Antonio de Paz. La capilla también contiene los sepulcros de dos de los obispos más influyentes de la ciudad en los últimos tiempos: el de Tomás de Cámara y Castro, muerto en 1904, y el de Francisco Frutos Valiente, fallecido en 1933.

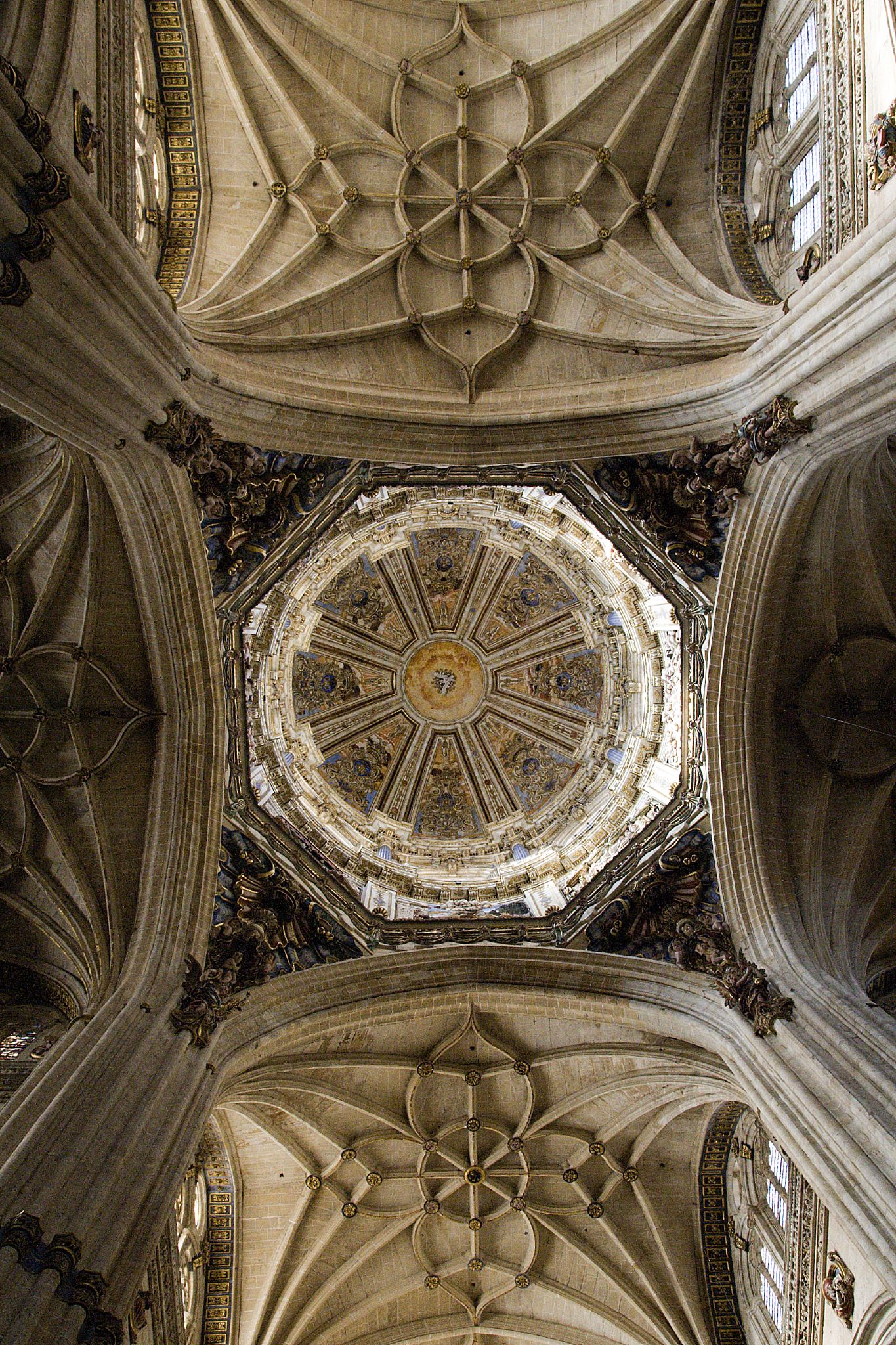
Crucero

### Capilla de Ntra. Sra. de la Verdad (6)
Fundada por el obispo Antonio Corrionero, destacan los sepulcros obra de Antonio de Paz. Toma su nombre de un litigio entre un cristiano y un judío en el que atestiguó la imagen de la Virgen, del s. XII retallada y policromada en el barroco, con un ligero movimiento de cabeza.

### Capilla de San Antonio (7)
Presenta retablo e imagen titular obra de artistas locales en el s. XVIII, con un lienzo de la Magdalena copia del original de Alessandro Allori, situado en el ático. Destaca un lienzo del martirio del Bautista firmado en 1621 por Santiago Jerónimo Espinosa.

### Altar del Cristo de la Agonía Redentora (8)
Está situado en el brazo norte del crucero. La imagen es una de las más espectaculares y bellas de toda la Catedral Nueva. Se trata de una obra anónima del siglo XV, es un Cristo Crucificado con tres clavos. Su policromía revela un gran realismo en el tratamiento del cuerpo y los detalles de las venas que se aprecian en él. Se encuentra muerto, con los ojos abiertos y la boca entreabierta. Tiene pelo natural, lo cual añade verismo a la figura.
Desfila en la Semana Santa salmantina con la Real Cofradía Penitencial del Stmo. Cristo Yacente de la Misericordia y de la Agonía Redentora el Jueves Santo a partir de las doce de la noche. A los pies de la Cruz aparecen huesos y un cráneo que, según la tradición, representa a Adán.
Frente a este altar está enterrado Francisco de Bobadilla, obispo que puso la primera piedra de la catedral.

### Capilla de la Virgen de la Cabeza (9)
Destaca una Virgen gótica sedente con el Niño en brazos. También custodia el grupo de "la Borriquilla", que desfila el Domingo de Ramos con la Hermandad de Jesús Amigo de los Niños

### Capilla de la Virgen de Lourdes o de San Tirso (10)
Contiene imágenes de Padres de la Iglesia provenientes del antiguo tabernáculo del altar mayor y una imagen de la titular de la capilla.

### Capilla de la Virgen del Pilar (11)
Alberga un cuadro dieciochesco representando la Venida de la Virgen a Zaragoza y una escultura gótica de la Virgen del Pilar.

### Capilla de N.ª S.ª de la Soledad (12)

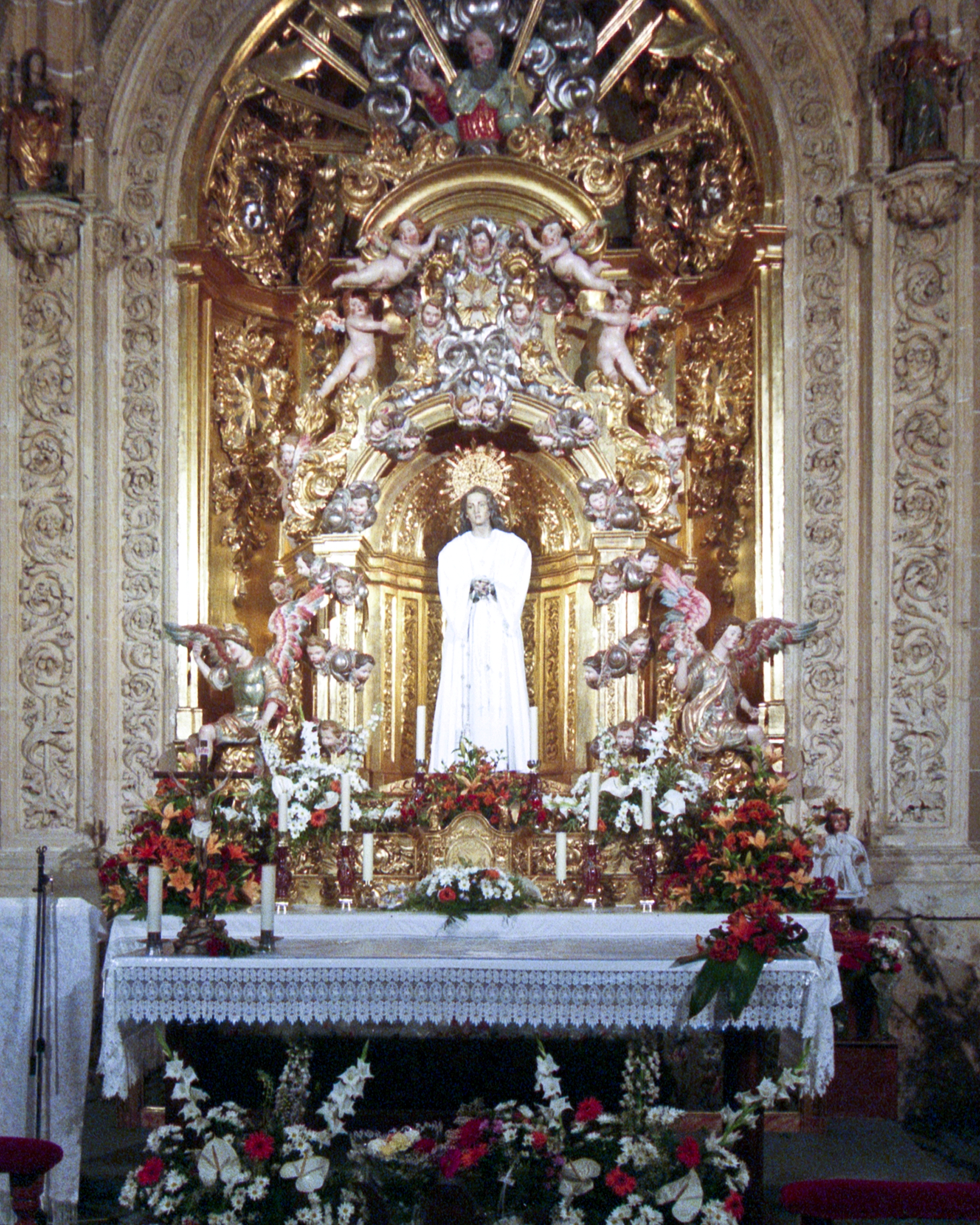
Capilla de la Soledad en Pascua

Un retablo barroco, obra de Joaquín Churriguera, alberga la talla de Ntra. Sra. de la Soledad. Se trata de una imagen de vestir, debida a Mariano Benlliure (1941), titular de la Hermandad de Ntra. Sra. de la Soledad y que procesiona por las calles durante la Semana Santa salmantina.

### Capilla del Cristo de las Batallas (13)
Esta capilla alberga la imagen románica del Cristo de las Batallas, de color negro y con cuatro clavos, que debe fecharse en la primera mitad del siglo XII. Según la tradición la imagen la llevaba el Obispo Jerónimo, primer obispo salmantino tras la repoblación de la ciudad, cuando acompañaba a El Cid en sus batallas contra los musulmanes. El retablo que acoge el Cristo es una obra de la primera mitad del siglo XVIII realizado por Alberto de Churriguera y donado por el obispo José Sancho Granado en 1734. También se encuentran en la capilla una urna con los restos del Obispo Jerónimo y una imagen de la Virgen del Carmen obra de Antonio de Paz.

### Capilla de San José (14)
Presenta un retablo barroco de rocalla que recuerda el estilo portugués, con una buena imagen de San José con el Niño y pinturas de San Juan, la Magdalena y Santiago Matamoros.

### Capilla de los Dolores o del Santísimo (15)

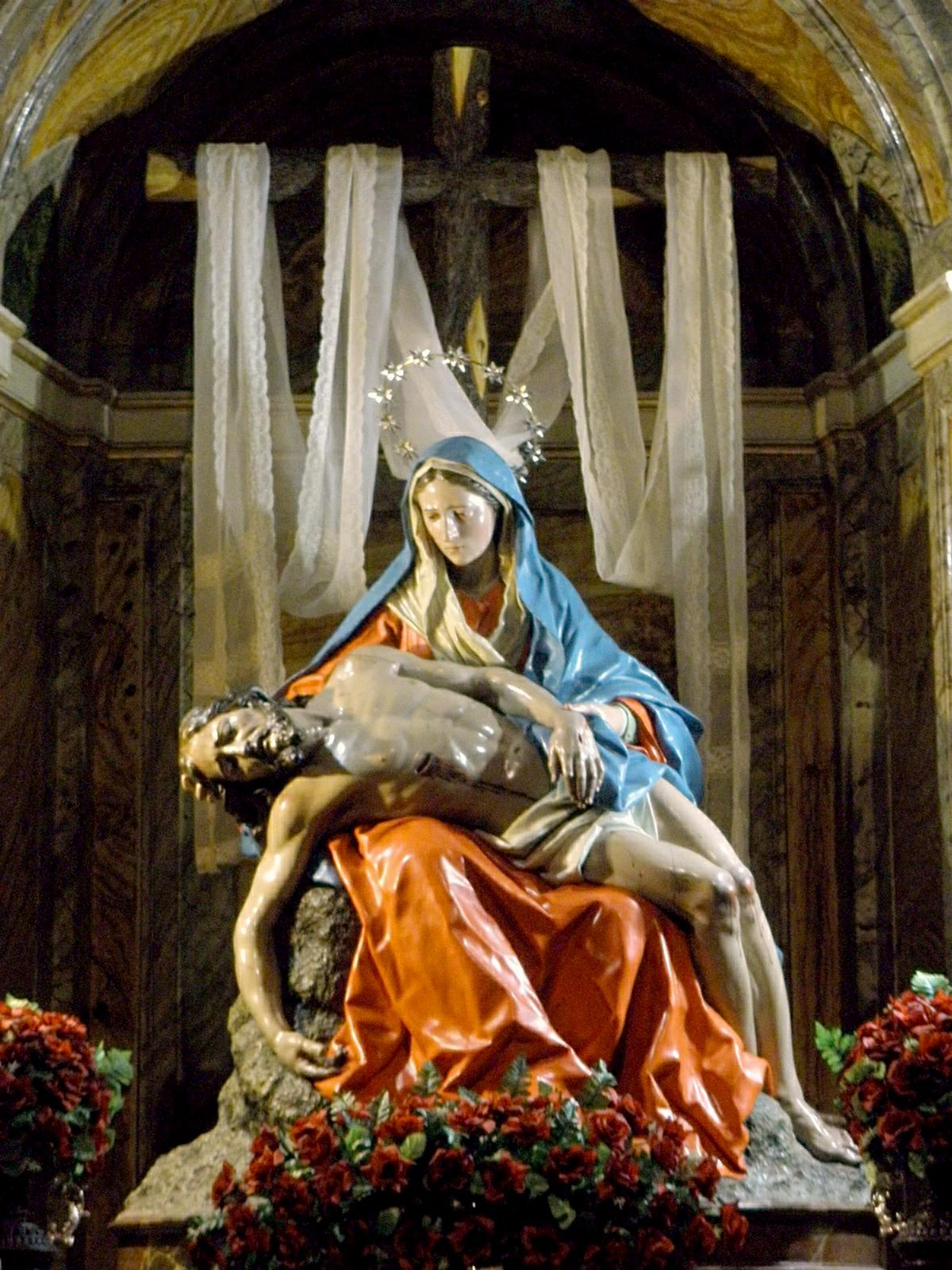
Imagen de la Piedad de Carmona en la capilla de los Dolores

Está situada bajo el arranque de una de las torres proyectadas para la cabecera, accediendo desde el deambulatorio a través de la Capilla de San José. El retablo, de estilo neoclásico y proyectado por Juan de Sagarvinaga, está coronado por una imagen del Dios Padre y angelotes que podrían ser de Carmona.
En la hornacina recibe culto una imagen de la Piedad de Luis Salvador Carmona de 1760, imagen de finales del Barroco. Su policromía y la serenidad del rostro de la Virgen anuncian la llegada del Neoclasicismo, mientras que la anatomía del Cristo desnudo es heredera del Barroco. Desfila en Semana Santa con la Hermandad Dominicana del Stmo. Cristo de la Buena Muerte.

### Capilla de San Nicolás de Bari (16)
Presenta dos retablos: uno barroco dedicado a San Nicolás de Bari, coronado por una pintura de la Virgen con el Niño dormido, y otro neoclásico con una talla de la Inmaculada, atribuida a Alejandro Carnicero.

### Capilla de Jesús Nazareno (18)
Muestra varias pinturas italianas. 
En el retablo destaca el lienzo de Cristo y la Verónica, obra de Carlo Maratta, y la pintura ovalada de la Magdalena penitente, de Romanelli. En los arcosolios del fondo hay dos cuadros napolitanos con la Matanza de los inocentes y la Expulsión de los mercaderes del Templo atribuidos a Micco Spadaro.

### Capilla de la Virgen del Desagravio (20)

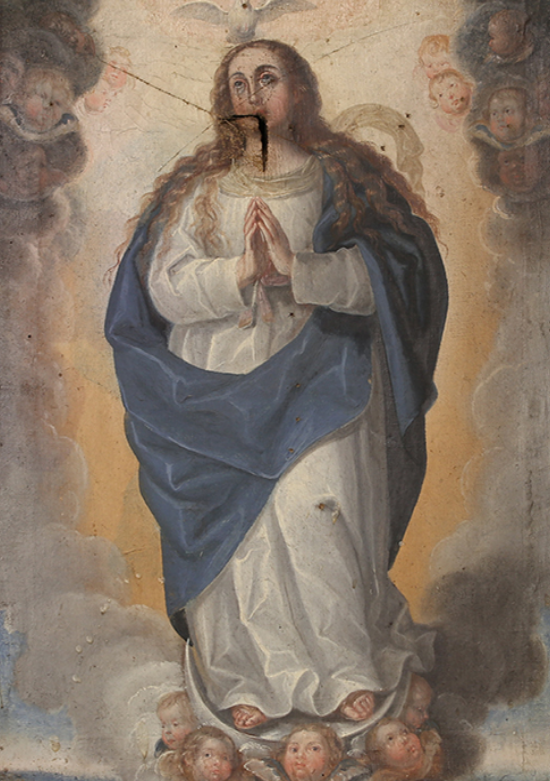
Virgen del Desagravio

El retablo de esta capilla se ensambló en 1664 como acto de desagravio para albergar un lienzo de la Inmaculada que había sido ultrajado ese mismo año al ser el rostro de la Virgen rajado con un puñal por un opositor al Dogma de la Inmaculada Concepción de María.

### Capilla de la Virgen de Morales o de San Bartolomé (21)
Anteriormente era esta capilla la que comunicaba las dos Catedrales.
En el ático del retablo se muestra una pintura de la Virgen con el Niño y San Juanito de Luis de Morales, al parecer procedente de la iglesia de San Felices de los Gallegos. Al mismo autor se le atribuye una pintura del Ecce Homo que se encuentra en la capilla. Inicialmente el retablo estaba dedicado a San Juan Bautista, posteriormente se sustituyó su imagen por otra de San Bartolomé. Las imágenes de San Gregorio Ostiense y San Agustín son obra de Antonio de Paz.
También se custodia en esta capilla la imagen del Cristo Yacente de la Misericordia, obra de Enrique Orejudo en 1991, que desfila en Semana Santa con la Real Cofradía Penitencial del Stmo. Cristo Yacente de la Misericordia y de la Agonía Redentora.

### Capilla del Presidente (22)
Tiene ese nombre al haber sido dotada en 1577 por don Francisco Fernández de Liébana, Presidente de la Real Chancillería de Valladolid. En el retablo destacan una copia del Entierro de Cristo de Tiziano, cuyo original se encuentra en el Museo del Prado, y la Aparición de Cristo Resucitado a su Madre, pareciendo ambas ser obra de Fernández Navarrete, el Mudo. También se encuentran en la capilla la Virgen de Belén, atribuida a "La Roldana", y un busto de Ecce Homo obra de Pedro Hernández del s. XVII, procedente de la desaparecida iglesia de San Adrián.

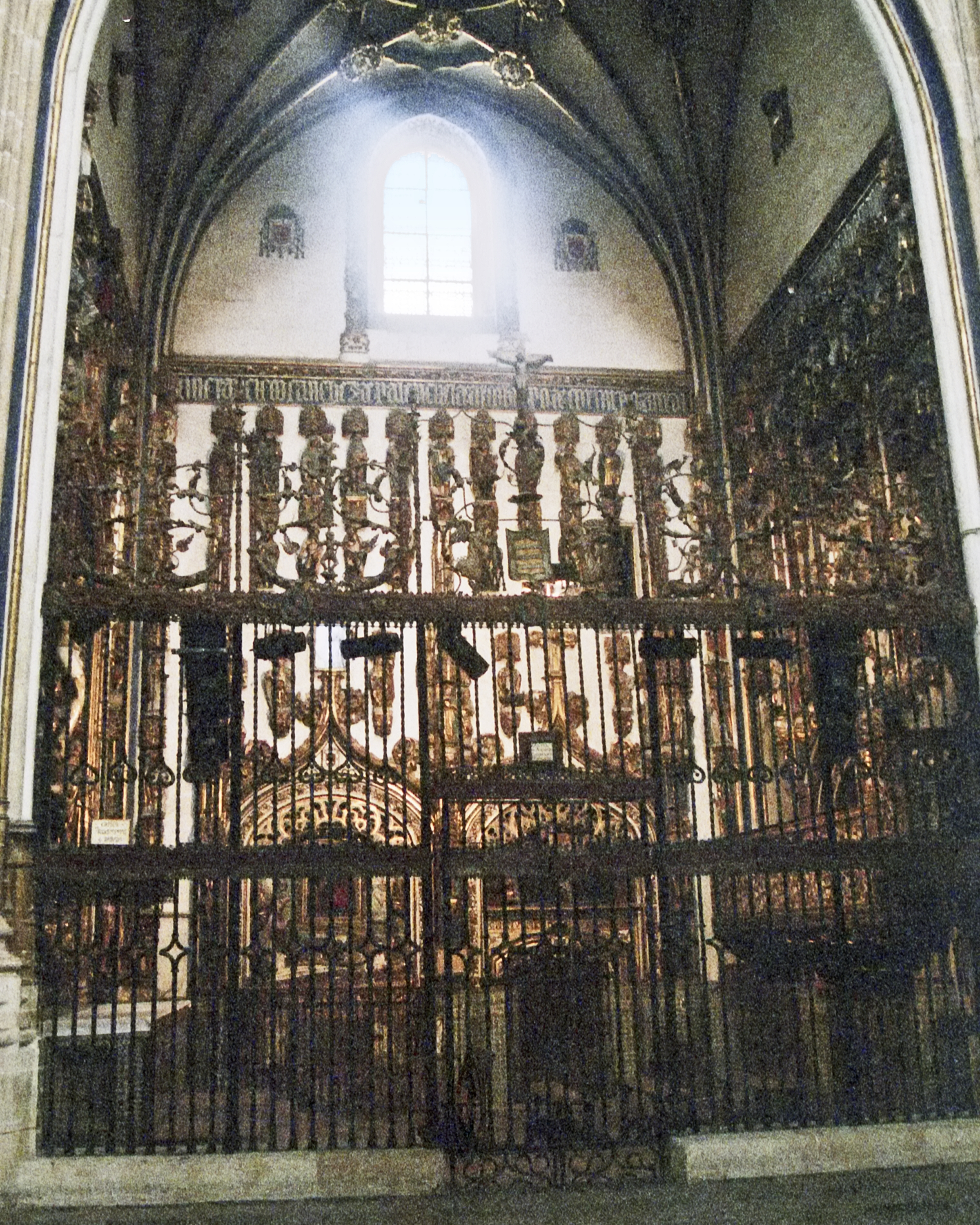
Capilla Dorada, también conocida como capilla de Todos los Santos

### La Capilla Dorada o de Todos los Santos (23)
Se mandó construir en el año 1515 por el arcediano de Alba de Tormes, Francisco Sánchez de Palenzuela. La arquitectura de la misma corresponde a Juan de Álava. Cuenta con varias arquerías que albergan diferentes sepulcros, entre ellos los del fundador de la capilla. Todos los muros están decorados con unas 110 estatuas donde destaca su color dorado, de ahí el nombre de la capilla. Existen esculturas de personajes del Antiguo y del Nuevo Testamento, incluyendo Apóstoles, Santos, sibilas, profetas, etc. Las esculturas se apoyan en diferentes repisas policromadas y doradas. Bastante curiosas son las imágenes de Adán y Eva, que coinciden con las imágenes de Apolo y Venus que aparecen en la Fachada de la Universidad de Salamanca. La imagen de la muerte aparece de forma tétrica metida en un nicho y con un sapo entre sus piernas. El sapo, representación del pecado de lujuria, también aparecía decorando la fachada de la Universidad Salmantina. Un magnífico Calvario preside el retablo de la Capilla, colocado sobre un fondo pictórico obra de Adiosdado de Olivares. Bajo el mismo, se encuentra un altar decorado con azulejería de Talavera.

### Capilla de San Lorenzo (24)
Fue fundada por Lorenzo Sánchez de Acebes y presenta un retablo con relieve del martirio del santo, atribuido a Antonio de Paz. Desde esta capilla se accede actualmente a la Catedral Vieja.

## Curiosidades

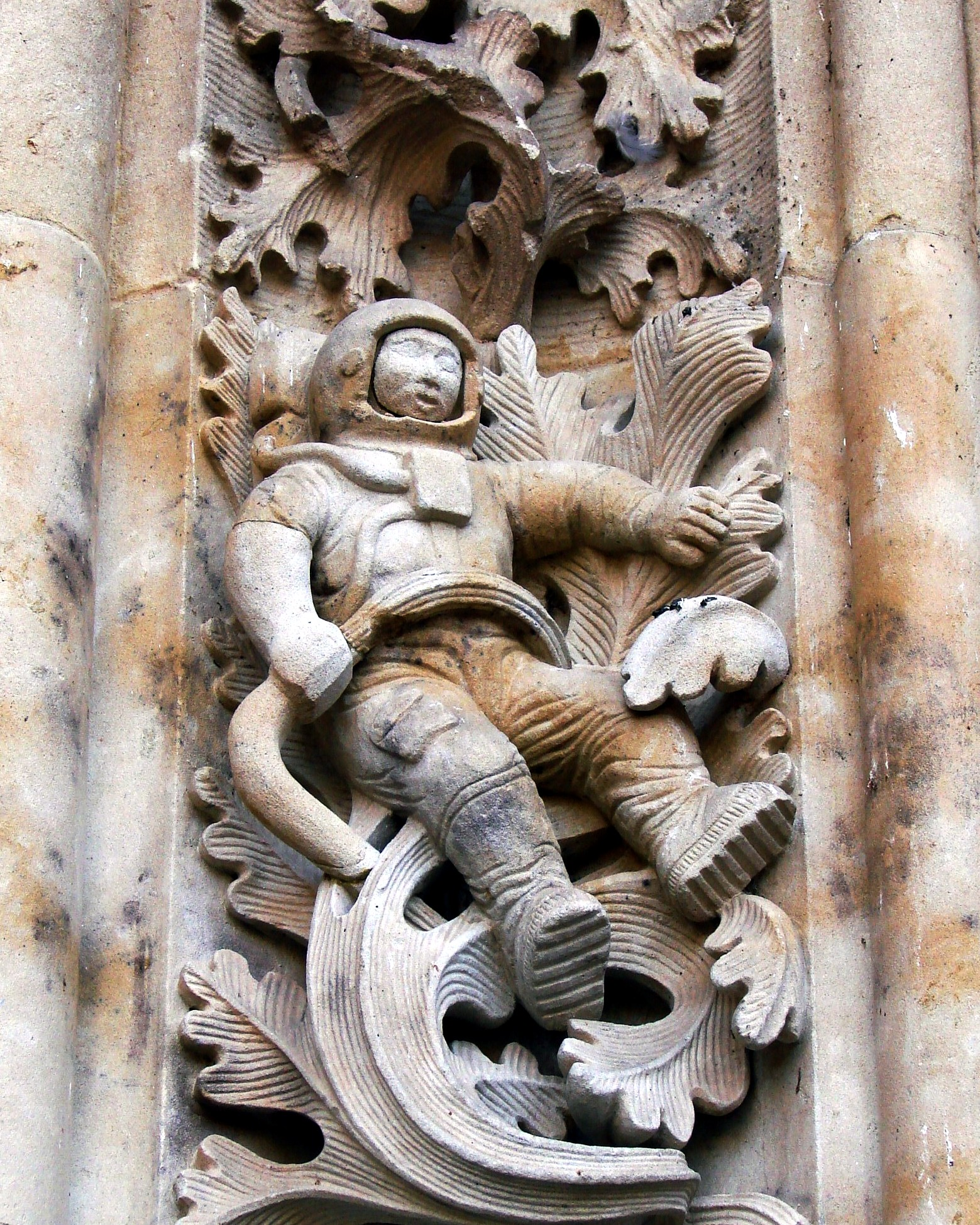
Escultura del astronauta

- Astronauta. En la puerta de Ramos (norte), frente al Palacio de Anaya, hay una anacrónica figura de un astronauta esculpida en su flanco izquierdo. Con motivo de acoger Salamanca la exposición Las Edades del Hombre en 1993, se decidió restaurar dicha puerta, muy deteriorada por el paso del tiempo. Durante esta restauración, el astronauta fue labrado en piedra en 1992 por el cantero Miguel Romero, siguiendo la tradición de incorporar un elemento contemporáneo en cada restauración. El 20 de septiembre de 2010 apareció con el brazo derecho roto por un acto vandálico.[5][6][7][8][9]

- Otros adornos. Debajo del astronauta hay un lince, a su derecha un toro, debajo del toro se ve un dragón con un helado de tres bolas que está sonriendo. Más a la derecha, junto a la puerta, hay tres figuras: un cangrejo de río, una cigüeña y una liebre que representan, respectivamente, agua, cielo y tierra en Salamanca.